# Arco delle Montagne Costiere
L'arco delle Montagne Costiere è stato un ampio sistema vulcanico ad arco che si estendeva dallo Stato di Washington allo Yukon sud-occidentale passando attraverso la Columbia Britannica e l'Alaska sud-orientale, giacendo lungo la porzione del margine occidentale della placca nordamericana situata nella parte occidentale del continente nordamericano. 

## Descrizione
Sebbene il sistema prenda il nome dalle catena delle Montagne Costiere, l'arco delle Montagne Costiere si estendeva in realtà ben più a sud, fino al settore centrale della catena delle Cascate, denominato "High Cascades", oltre il fiume Fraser, la cui confluenza con il fiume Thompson costituisce convenzionalmente il limite settentrionale della suddetta catena montuosa. 
L'arco delle Montagne Costiere è dunque un arco vulcanico continentale parallelo alla costa molto simile alla sudamericana Cordigliera delle Ande ed è l'arco vulcanico continentale fossile più grande del pianeta. Formatosi dalla subduzione della placca di Kula e della placca Farallon al di sotto della placca nordamericana, l'arco è famoso anche per il fatto di costituire il più grande affioramento granitico di tutta l'America del Nord, a cui spesso in letteratura ci si riferisce come "complesso plutonico costiero" o "batolite delle Montagne Costiere".

## Geologia

### Evoluzione

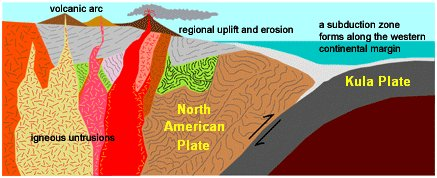
La situazione delle placche in corrispondenza dell'arco delle Montagne Costiere circa 75 milioni di anni fa.

Basandosi sulla composizione andesitica dei segmenti vulcanici risalenti al Cretacico inferiore e alla loro vicinanza sia temporale che spaziale con masse di tonalite, una roccia ignea intrusiva felsica avente una tessitura olocristallina faneritica, si è dedotto che il vulcanismo nell'arco abbia avuto origine all'incirca 100 milioni di anni fa, al limite del Cretacico superiore, e che il basamento dell'arco delle Montagne Costiere fosse probabilmente formato da intrusioni risalenti al Cretacico inferiore e al Giurassico superiore. Relazioni stratigrafiche e di campo presenti nell'arco suggeriscono inoltre che il sistema dell'arco delle Montagne Costiere si sia creato al di sopra della Stikinia, una formazione geologica venutasi a creare in luogo di un più antico arco vulcanico durante il Paleozoico e il Mesozoico.

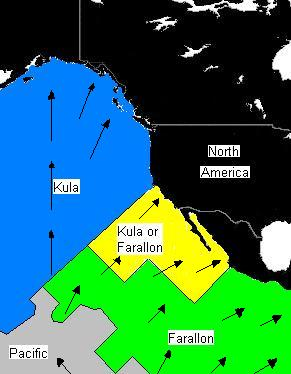
La situazione delle placche tra i 74 e i 64 milioni di anni fa. Le frecce rappresentano la direzione della subduzione lungo l'America del Nord.

Uno degli eventi geologici di maggior portata verificatosi durante l'attività dell'arco delle Montagne Costiere ha avuto luogo circa 85 milioni di anni, quando, per motivi a noi ancora sconosciuti, un enorme rift si è venuto a creare al centro della placca Farallon, portando alla formazione della placca di Kula. Alcuni geologi ritengono che la frattura sia stata causata da un importante cambiamento nella convezione all'interno del mantello terrestre, mentre altri ritengono che l'enorme placca oceanica fosse diventata meccanicamente instabile durante la sua continua subduzione al di sotto della placca nordamericana. Dopo la sua formazione, anche la placca di Kula avrebbe poi continuato a subdurre al di sotto del margine del continente nordamericano, continuando così ad alimentare l'arco delle Montagne Costiere.
All'incirca 60 milioni di anni fa, nel medio Paleocene, l'attività vulcanica del sistema cominciò a diminuire, poiché il rapido spostamento verso nord della placca di Kula divenne parallelo a quello della placca nordamericana, portando alla formazione di un bordo di placca trasforme simile alla faglia della regina Charlotte. Più tardi, nel corso dell'Eocene, la placca di Kula iniziò a subdurre sotto l'Alaska e lo Yukon sud-occidentale, all'estremità settentrionale dell'arco vulcanico.
L'arco delle Montagne Costiere era sede dei più pericolosi e potenti vulcani del mondo. 50 milioni di anni fa, all'inizio dell'Eocene, ad esempio, gigantesche eruzioni avvenute al confine tra la Columbia Britannica e lo Yukon eiettarono circa 850 km3 di materiale sotto forma di flussi piroclastici, portando alla formazione di due enormi caldere annidate l'una dentro l'altra in un sistema chiamato complesso vulcanico del lago Bennett. Tale evento vulcanico ebbe luogo, come detto, circa 50 milioni di anni fa, poco prima che della completa subduzione della placca di Kula al di sotto della placca nordamericana.

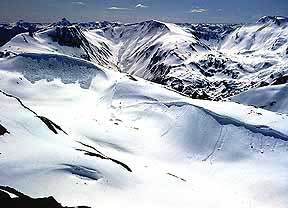
Affioramenti granitici in uno dei tanti rami della catena delle Montagne Costiere.

L'attività vulcanica proseguì per poco dopo gli eventi sopraccitati, e poco meno di cinquanta milioni di anni fa il vulcanismo nell'arco vulcanico si estinse. Da allora, molti dei vulcani lì presenti sono spariti a causa dell'erosione e quello che rimane oggi dell'arco delle Montagne Costiere sono solo delle intrusioni granitiche che si sono formate quando il magma risalito dal mantello si è raffreddato al di sotto dei vulcani. I soli resti di vulcani ancora oggi presenti si possono ritrovare nello Yukon sud-occidentale, inclusi il monte Montana, il monte Nansen, e i complessi vulcanici del lago Bennett, del monte Skukum e della dorsale Sifton.
Molte rocce granitiche dell'arco delle Montagne Costiere sono situate nella parte settentrionale della Catena delle Cascate, che costituisce l'estremo meridionale di quello che era l'arco. Qui questi graniti sono penetrati all'interno di rocce oceaniche altamente deformate e di altre rocce provenienti da archi insulari pre-esistenti, per la gran parte resti dell'antico oceano che esisteva tra l'America del Nord e le isole Insulari, bruciando i vecchi sedimenti oceanici e trasformandoli in rocce metamorfiche di medio grado chiamate scisti.
Le intrusioni più vecchie dell'arco della Montagne Costiere furono poi deformate a causa del calore e della pressione esercitati dalle intrusioni seguenti, che le trasformarono quindi in rocce metamorfiche stratificate chiamate gneiss. In alcuni luoghi sono state rinvenute strutture formate da rocce intrusive più antiche e da rocce appartenenti all'originale crosta oceanica, che erano state distorte e deformate da intense condizioni di temperatura e stress, fino a formare migmatiti e fondendo parzialmente in tale formazione.

### Importanza geologica

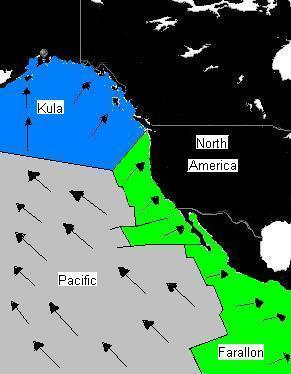
La situazione delle placche 55 milioni di anni fa. Le frecce rappresentano la direzione della subduzione lungo l'America del Nord.

Le intrusioni dell'arco delle Montagne Costiere hanno a loro volta subito l'intrusione di dicchi basaltici. Questi dicchi, sebbene non voluminosi, forniscono un importante esempio della litosfera successiva alla fine dell'attività dell'arco. Oltre a questi, ampie cinture vulcaniche, come la cintura vulcanica di Anahim, giacciono nel mezzo di quello che fu l'arco delle Montagne Costiere. I vulcani che formano la suddetta cintura di Anahim non sono strettamente legati all'arco ma potrebbero essersi formati in seguito allo scivolamento della placca nordamericana al di sopra di una zona che era stata interessata per un lungo periodo di tempo da un intenso vulcanismo attivo, indicata spesso come punto caldo di Anahim. Quest'ultimo, durante la sua formazione, giaceva al di sotto delle intrusioni granitiche dell'arco delle Montagne Costiere. I due sciami di dicchi da esso derivati (lo sciame di Bella Bella, lungo circa 20 km, e quello del Gale Passage, lungo circa 6 km) presenti nelle intrusioni dell'arco sono stati utilizzati per calcolare le prime apparizioni dell'attività del punto caldo di Anahim, datate a circa 12 o 13 milioni di anni fa.